# Stadionul Steaua (Mizil)
Stadionul Tineretului este un stadion din Mizil care se află în administrarea Primăriei Mizil. Se caută soluții pentru a crea aici o echipă de fotbal. Stadionul este în proporție de 80% refăcut. 
Suprafața de joc are drenaj format din 900 de puțuri cu diametrul de 1 metru și o adâncime de 1,5 metri umplute mai întâi cu piatră apoi balastru și nisip. Vechea suprafață a fost decopertată la 0,5 metri adâncime și umplută cu pământ din câmp peste care au fost fixate gliile de gazon natural aduse de pe dealurile Tohanilor. 